# Maria di Teck
Maria di Teck (Victoria Mary Augusta Louisa Olga Pauline Claudine Agnes; Kensington Palace, 26 maggio 1867 – Marlborough House, 24 marzo 1953) è stata la regina consorte del Regno Unito e dei Domini Britannici e imperatrice d'India, come moglie del re-imperatore Giorgio V del Regno Unito.
La principessa Von Teck del regno del Württemberg nacque e fu allevata nel Regno Unito. I suoi genitori erano Francesco, duca di Teck, di origine tedesca, e la principessa Maria Adelaide di Cambridge, membro della famiglia reale britannica. In famiglia era chiamata "May". All'età di ventiquattro anni fu promessa al principe Alberto Vittorio, duca di Clarence e Avondale, figlio maggiore del principe di Galles, ma sei settimane dopo l'annuncio del fidanzamento egli morì inaspettatamente di polmonite. L'anno successivo venne fidanzata con il fratello di Alberto Vittorio, Giorgio, che successivamente diventò re Giorgio V.
Prima dell'ascesa del marito fu in successione Duchessa di York, Duchessa di Cornovaglia e poi Principessa di Galles. Come Regina consorte dal 1910, sostenne suo marito durante la prima guerra mondiale e attraverso i cambiamenti politici derivanti dalle conseguenze della guerra. Dopo la morte del re avvenuta nel 1936, il figlio maggiore David salì al trono assumendo il nome di Edoardo VIII, ma con suo grande sgomento egli abdicò lo stesso anno per sposare l'americana Wallis Simpson. Sostenne il secondo figlio, Alberto, che salì al trono come Giorgio VI, fino alla morte di lui nel 1952. Maria morì l'anno successivo, agli inizi del regno di sua nipote Elisabetta II del Regno Unito. Per poco più di un anno, dal 1952 al 1953, ci furono tre regine nel Paese: la regina Maria, la regina madre Elisabetta (sua nuora) e la regina Elisabetta II (sua nipote).

## Biografia

### Infanzia

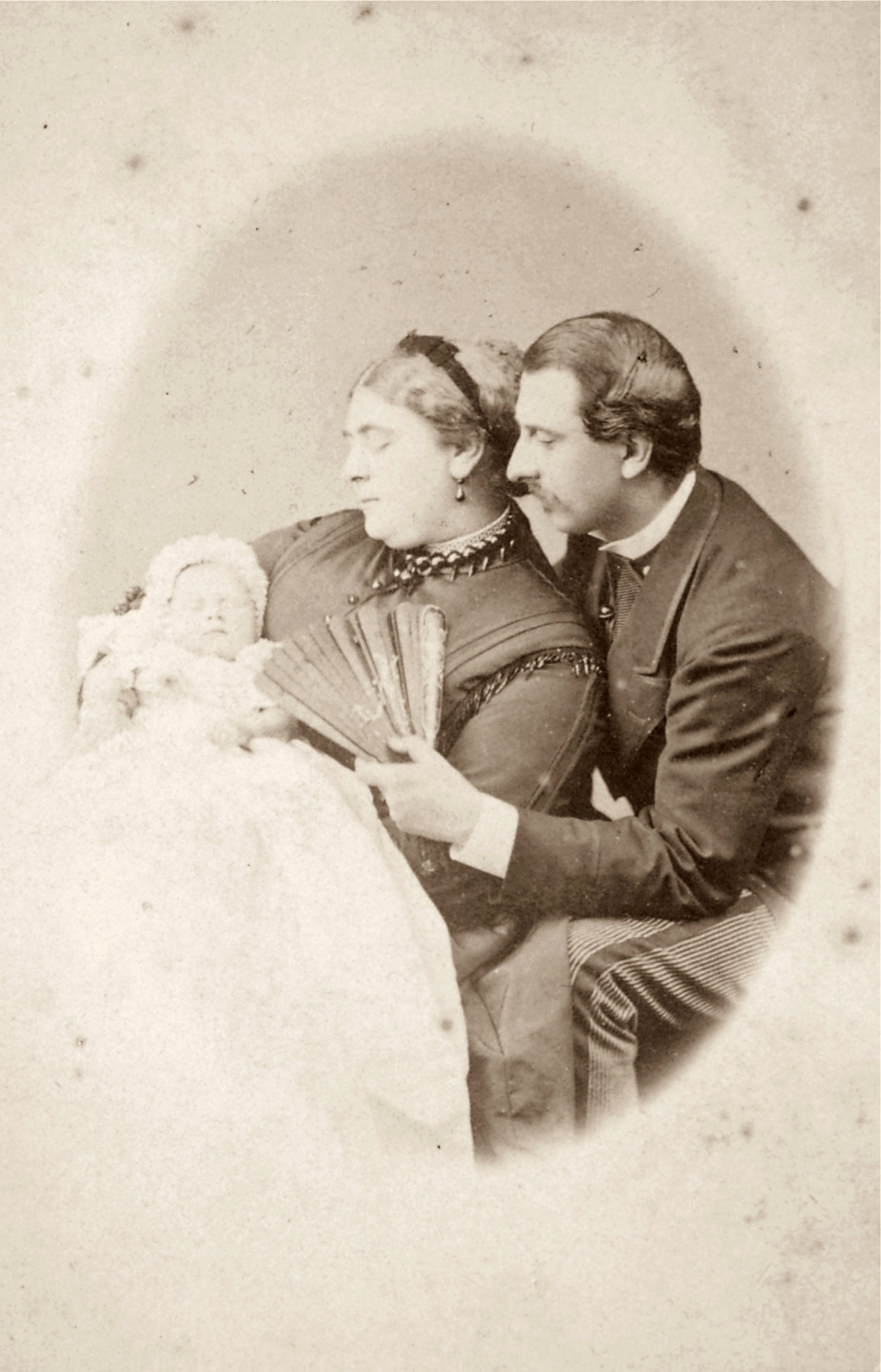
Maria fotografata da neonata con i genitori

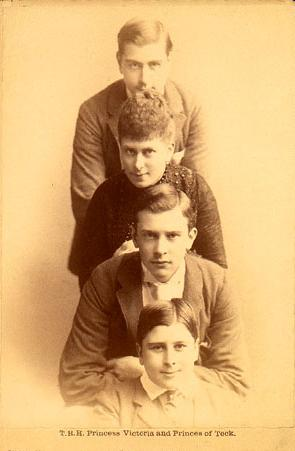
May fotografata con i fratelli

La principessa Vittoria Maria ("May") di Teck nacque il 26 maggio 1867 nel palazzo di Kensington a Londra. Suo padre era il principe Francesco, duca di Teck, figlio del duca Alessandro di Württemberg e della moglie morganatica, la contessa Claudine Rhédey von Kis-Rhéde. Sua madre era la principessa Maria Adelaide di Cambridge, terzogenita e figlia minore del principe Adolfo, duca di Cambridge e della principessa Augusta d'Assia-Kassel. Fu battezzata nella Chapel Royal del palazzo di Kensington il 27 luglio 1867 da Charles Thomas Longley, arcivescovo di Canterbury; i suoi tre padrini erano la regina Vittoria, il Principe di Galles (in seguito re Edoardo VII e suocero di Maria) e la principessa Augusta, duchessa di Cambridge.
L'educazione di May fu "allegra, ma abbastanza rigorosa". Era la maggiore di quattro figli, l'unica ragazza, e "imparò a esercitare la sua nativa discrezione, fermezza e tatto" risolvendo le dispute meschine di infanzia dei suoi tre fratelli più giovani. Giocarono con i loro cugini, i figli del Principe di Galles, che erano simili per età. May fu educata a casa da sua madre e dalla governante (come lo furono i suoi fratelli fino a quando non furono mandati in college). La duchessa di Teck trascorreva con i propri figli un tempo insolitamente lungo per una donna del suo tempo e classe e impegnò May in varie opere di carità, che comprendevano la visita delle case popolari dei poveri.
Anche se sua madre era nipote del re Giorgio III, May era solamente un membro minore della famiglia reale britannica. Suo padre, il Duca di Teck, non aveva eredità o ricchezza e portava il più basso degli appellativi reali di Altezza Serenissima poiché il matrimonio dei suoi genitori era morganatico. Tuttavia, alla Duchessa di Teck fu accordato un vitalizio parlamentare di 5.000 sterline e riceveva circa 4.000 sterline l'anno da sua madre, la Duchessa di Cambridge. Nonostante ciò, la famiglia era fortemente indebitata e viveva all'estero dal 1883, al fine di economizzare. I Teck viaggiarono in tutta Europa, visitando i loro vari parenti. Soggiornarono a Firenze, per un certo periodo, dove May apprezzò la visita alle gallerie d'arte, chiese e musei.

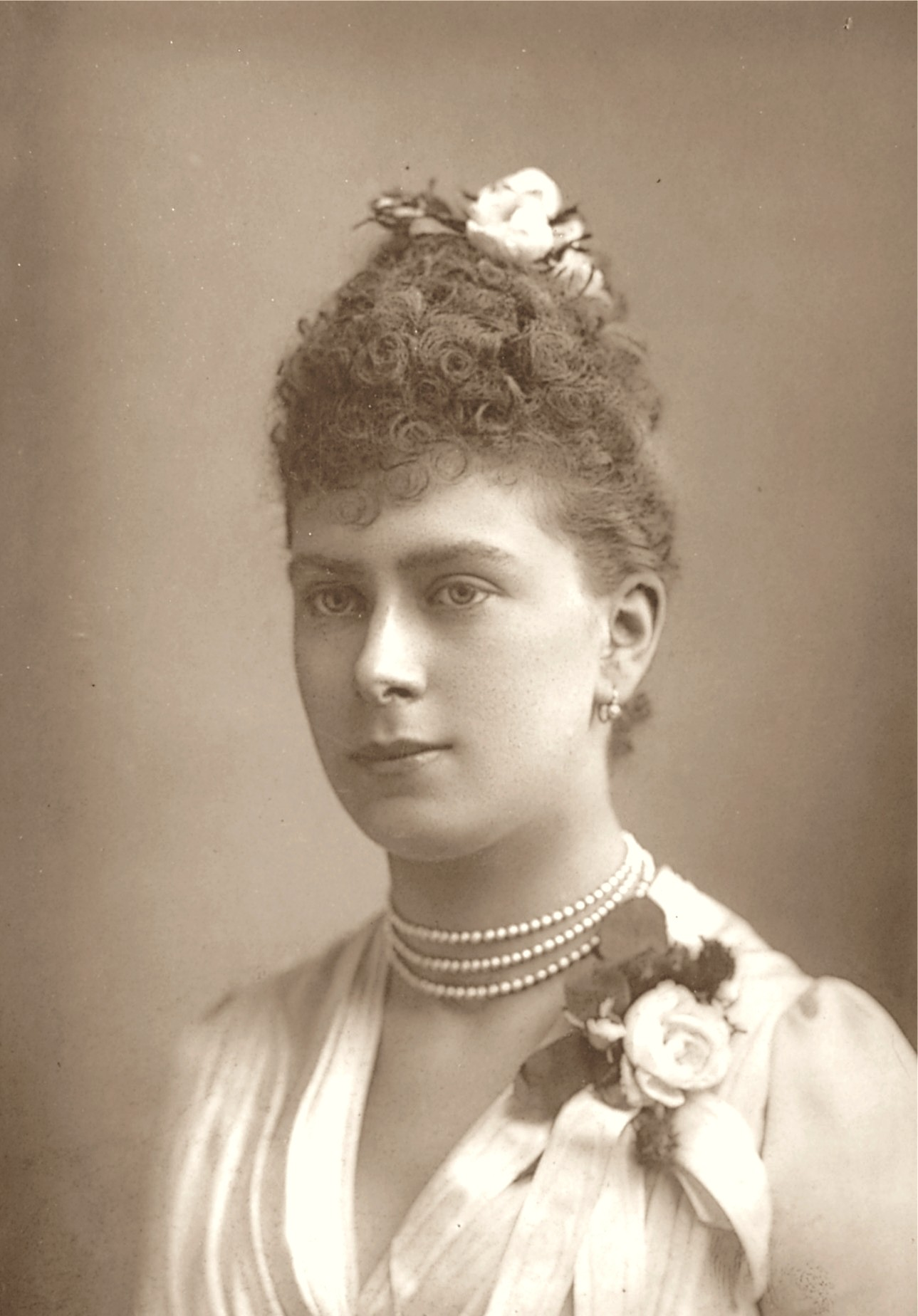
Maria nel 1889

Nel 1885 i Teck ritornarono a Londra e andarono a risiedere a White Lodge a Richmond Park. May era molto legata a sua madre e funse come un segretario non ufficiale, aiutandola a organizzare feste ed eventi sociali. Fu anche molto legata a sua zia, la Granduchessa di Meclemburgo-Strelitz (nata principessa Augusta di Cambridge) e le scriveva ogni settimana. Durante la prima guerra mondiale, la principessa ereditaria di Svezia aiutò May a trasmettere le lettere a sua zia, che viveva in territorio nemico in Germania, fino alla sua morte nel 1916.

### Fidanzamento
A dicembre del 1891 Maria venne fidanzata al suo cugino di secondo grado, il principe Alberto Vittorio, duca di Clarence e Avondale, figlio maggiore del Principe di Galles. La scelta di May come sposa per il duca era in gran parte dovuta alla simpatia della regina Vittoria per lei, nonché per il suo carattere forte e per il suo senso del dovere. Tuttavia, il Duca di Clarence e Avondale morì sei settimane più tardi durante la pandemia influenzale mondiale che investì la Gran Bretagna durante l'inverno del 1891-92.
Il fratello di Alberto Vittorio, il principe Giorgio, duca di York, ormai secondo nella linea di successione al trono, divenne evidentemente intimo di May durante il periodo del loro comune dolore e la regina Vittoria favorì ancora Maria come candidata idonea a sposare un futuro re. A maggio del 1893 Giorgio le propose di sposarlo e Maria accettò. I due erano profondamente innamorati e il loro matrimonio fu un successo. Quando si trovavano separati, Giorgio, ogni giorno, scriveva alla moglie e, a differenza di suo padre, non ebbe mai un'amante.

### Matrimonio

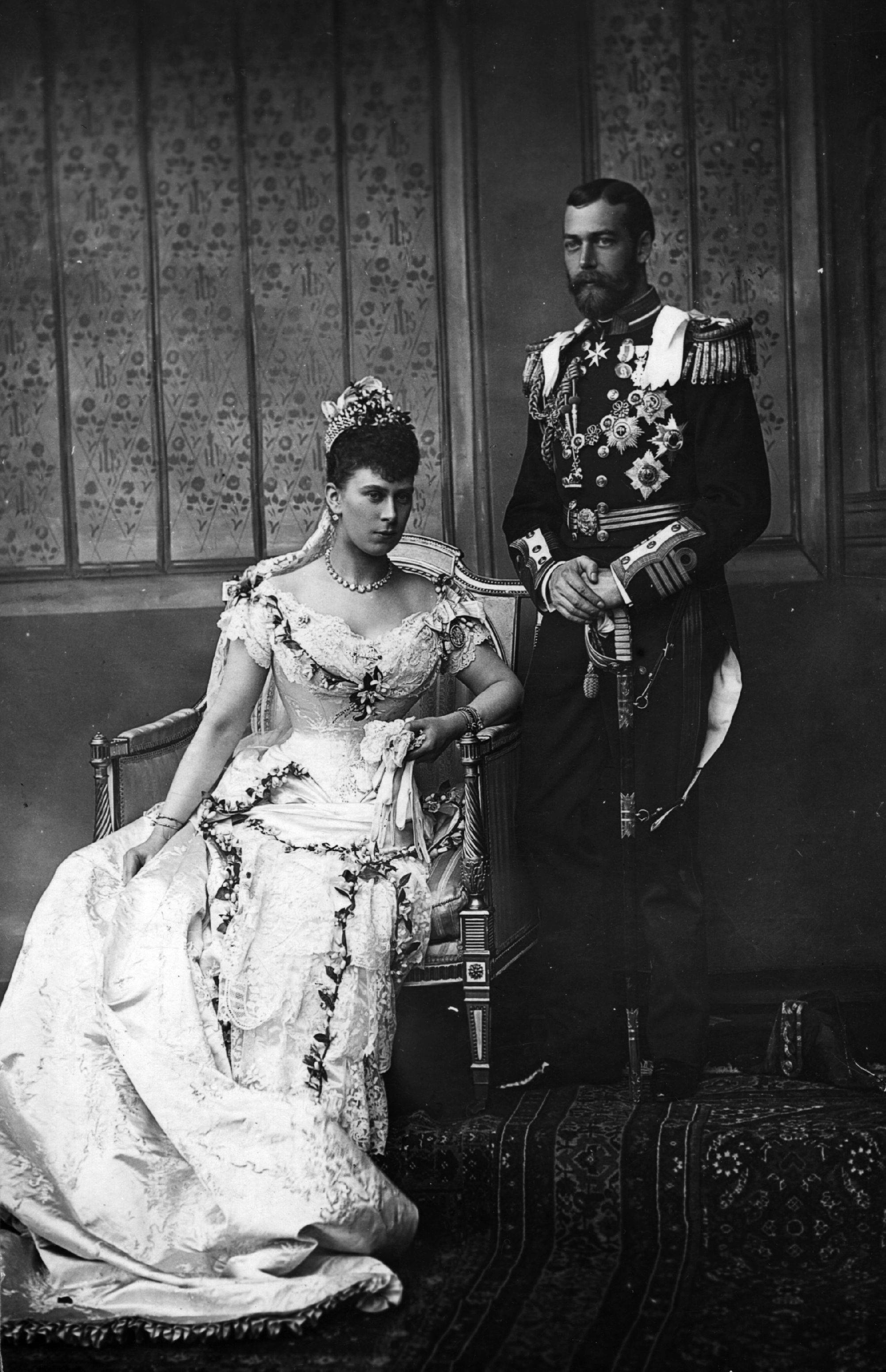
La principessa Maria nella foto ufficiale del suo matrimonio con il Duca di York nel 1893

Maria sposò il principe Giorgio, duca di York a Londra, il 6 luglio 1893, nella cappella reale del Palazzo di St. James. La novella coppia visse nello York Cottage a Sandringham House, nel Norfolk, e in alcuni appartamenti per loro predisposti al Palazzo di St. James. York Cottage era una casa modesta per dei membri della famiglia reale, ma era la favorita di Giorgio, che amava una vita relativamente semplice. La duchessa amava moltissimo i suoi sei figli, ma dovette per il suo ruolo affidarli all'educazione di una governante, come del resto era in uso nelle classi agiate dell'epoca. La prima tata venne dimessa per insolenza e la seconda per aver abusato dei bambini. Quest'ultima donna era ansiosa che i bambini la preferissero a qualsiasi altra, al punto che spinse sia Edoardo che Alberto ad adorarla più dei loro stessi genitori, che rifuggivano piangendo quando ne incrociavano lo sguardo.
Una volta scoperta questa cosa la governante venne subito sostituita con la più adatta Mrs. Bill. Talvolta Maria appariva come una madre distante. Innanzitutto si accorse molto tardi dei problemi che la seconda tata stava creando ai principi Edoardo e Alberto, e inoltre aveva stabilito che il figlio minore, il principe Giovanni, venisse ospitato in una fattoria privata di Sandringham House, in carico a Mrs. Bill, per nasconderne l'epilessia di cui soffriva al pubblico. Malgrado l'aspetto esterno austero e protocollare Maria era nella vita privata una madre adorabile e frivola con i suoi figli, ai quali insegnava personalmente storia e musica. Edoardo scriverà ricordi profondi della madre nelle sue memorie: "La sua voce soffice, la sua mente acculturata, la stanza accogliente piena di tesori personali erano tutti gli inseparabili ingredienti della felicità associata alle nostre ultime ore di giovinezza... Questo era il pregio maggiore di mia madre, che tutto ciò che accadeva ai suoi figli era la massima importanza per lei. Alla nascita di ciascun nuovo figlio, la mamma iniziava un quaderno nel quale riportava ogni stadio progressivo della nostra crescita".
Però lo stesso Edoardo diede un'immagine ben diversa della madre alla sua morte, scrivendo in una lettera alla moglie: "La mia tristezza si mescola con l'incredulità sul fatto che una madre possa essere stata così dura e crudele nei confronti del suo primogenito per così tanti anni da non lasciargli scampo nemmeno dopo la morte. Mi spiace che ciò che fluiva nelle sue vene fosse ghiaccio freddo come ora nella morte." Come duca e duchessa di York, Giorgio e May ricoprirono diversi incarichi pubblici. Nel 1897 la Duchessa divenne patrona della London Needlework Guild, succedendo a sua madre nel ruolo. La gilda, inizialmente fondata con il nome di "The London Guild" nel 1882, venne rinominata diverse volte e dedicata infine a Maria nel 2010.
Il 22 gennaio 1901 la regina Vittoria morì e il suocero di Maria ascese al trono con il nome di Edoardo VII. Da allora in poi i due duchi ottennero il titolo di Altezze Reali il Duca e la Duchessa di Cornovaglia e York. Per otto mesi si dedicarono a un tour nell'impero britannico, visitando Gibilterra, Malta, Egitto, Ceylon, Singapore, Australia, Nuova Zelanda, Mauritius, Sudafrica e Canada. Nessun membro della famiglia reale aveva mai compiuto un tour così ambizioso prima di allora, lasciando peraltro i figli in carico ai nonni durante il lungo periodo di assenza.

### Principessa del Galles

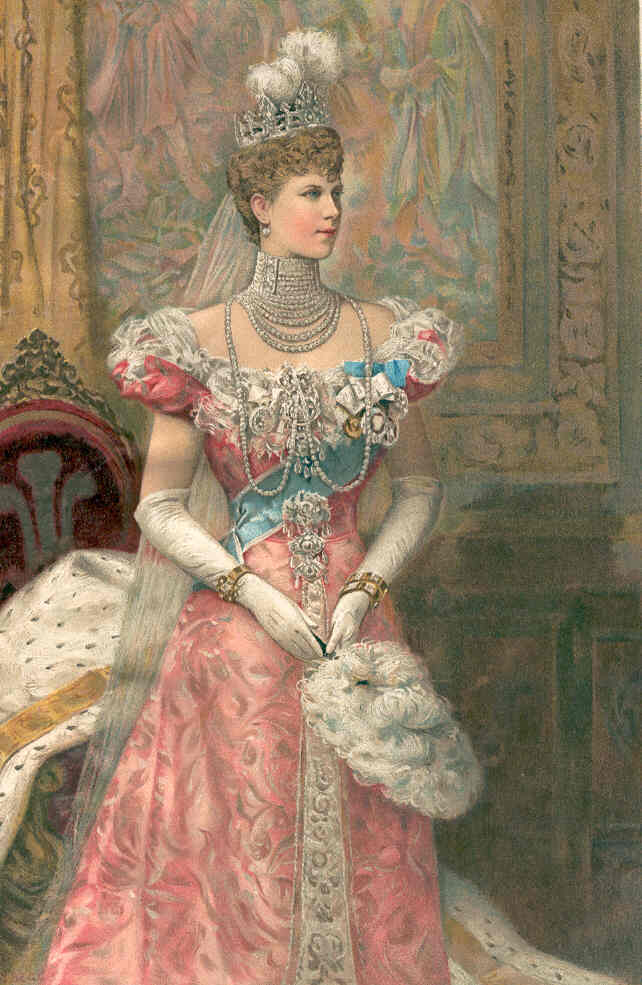
La principessa Maria del Galles nel 1902

Il 9 novembre 1901, nove giorni dopo il loro ritorno in Gran Bretagna e nel giorno del sessantesimo compleanno del re, Giorgio venne creato Principe di Galles. La famiglia si spostò quindi nella residenza di Londra dal Palazzo di St. James a Marlborough House. Come Principessa di Galles Maria accompagnò il marito in un viaggio in Austria-Ungheria e nel Württemberg nel 1904. L'anno successivo, diede alla luce il suo ultimo figlio, Giovanni, con una gravidanza non facile, dalla quale però la forte fibra di Maria la fece riprendere velocemente, anche se il neonato soffrì fin dall'inizio di problemi respiratori.
Da ottobre del 1905 il Principe e la Principessa di Galles compirono un nuovo tour di otto mesi, questa volta in India, e i figli della coppia vennero nuovamente affidati ai nonni. La coppia passò per l'Egitto, fermandosi prima in Grecia. Il tour venne immediatamente seguito da un viaggio in Spagna per prendere parte al matrimonio di re Alfonso XIII con Vittoria Eugenia di Battenberg, ove evitò un tentativo di assassinio. Appena una settimana dopo, tornando in patria, Maria e Giorgio si recarono in Norvegia per l'incoronazione di re Haakon VII e della regina Maud, sorella di Giorgio.

### Regina consorte

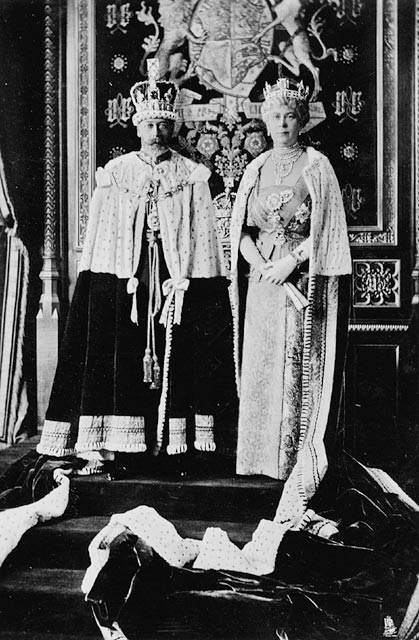
Re Giorgio V e la regina Maria

Il 6 maggio 1910 Edoardo VII morì. Il marito di Maria ascese dunque al trono con il nome di Giorgio V ed ella divenne regina consorte. Quando il marito le chiese un nome ufficiale da assumere dei molti che ella aveva, preferì essere chiamata semplicemente Maria per non offuscare la memoria della nonna del marito, la famosa regina Vittoria. La regina Maria venne incoronata con il re il 22 giugno 1911 nell'abbazia di Westminster. Sul finire di quell'anno, il nuovo re e la regina compirono un viaggio in India per il Delhi Durbar che si tenne il 12 dicembre 1911 e poi un viaggio nel subcontinente come imperatore e imperatrice d'India, tornando in Gran Bretagna nel febbraio successivo.
L'inizio del periodo di Maria come regina consorte la portò in conflitto con la suocera, la regina madre Alessandra. Anche se le due rimasero perlopiù in termini amichevoli, Alessandra era molto cocciuta; chiese precedenza su Maria al funerale di Edoardo VII, lasciò lentamente e con poca voglia Buckingham Palace e mantenne per sé alcuni dei gioielli reali che in teoria dovevano passare alla nuova regina.

#### Prima guerra mondiale
Durante la prima guerra mondiale la regina Maria istituì una vita austera a palazzo, razionando il cibo e visitando i feriti e i morenti negli ospedali. Dopo tre anni di guerra contro la Germania e con la crescita del sentimento antitedesco in Gran Bretagna, la famiglia imperiale russa, che era stata deposta dal governo rivoluzionario, chiese asilo alla famiglia reale inglese, ma questa glielo rifiutò, probabilmente per il fatto che lo zar Nicola II si era distinto come assolutista nel suo paese e perché aveva sposato una principessa tedesca. La notizia dell'abdicazione dello zar alimentò inoltre le aspettative di chi voleva rimpiazzare anche in Gran Bretagna la monarchia con una repubblica. Per questi motivi Giorgio preferì abbandonare i propri titoli tedeschi e mutò addirittura il cognome della sua casata da "Sassonia-Coburgo-Gotha" a "Windsor" e lo stesso fece con altri membri della famiglia reale, come i "Battenberg", che divennero "Mountbatten". Anche i parenti della regina abbandonarono i loro titoli tedeschi e adottarono il cognome britannico di Cambridge (derivato dal ducato retto dal nonno di Maria, che era membro della famiglia reale inglese). La guerra si concluse nel 1918 con la sconfitta della Germania e l'abdicazione e l'esilio di Guglielmo II.
Due mesi dopo la fine della guerra il figlio minore della regina Maria, Giovanni, morì all'età di tredici anni. La regina descrisse il suo shock nel suo diario e nelle sue lettere, estratti dei quali vennero pubblicati dopo la sua morte: "il nostro povero piccolo bel Johnnie se n'è andato così velocemente... La prima rottura nel cerchio della famiglia è stata dura da sopportare, ma le persone sono state così gentili e disponibili e questo ci ha aiutati [il re e me] molto." Il suo completo supporto al marito continuò negli ultimi anni del regno di questi: lo consigliò nei discorsi, utilizzando la sua conoscenza profonda della storia e della materia reale per rendere la sua posizione più in vista. Il marito, del resto, apprezzava la sua discrezione, l'intelligenza e il buon giudizio. Negli anni a venire Maria seppe mantenere un'aria di calma e pacatezza, malgrado gli anni successivi alla guerra furono segnati dalla guerra di indipendenza irlandese e dal nazionalismo indiano.

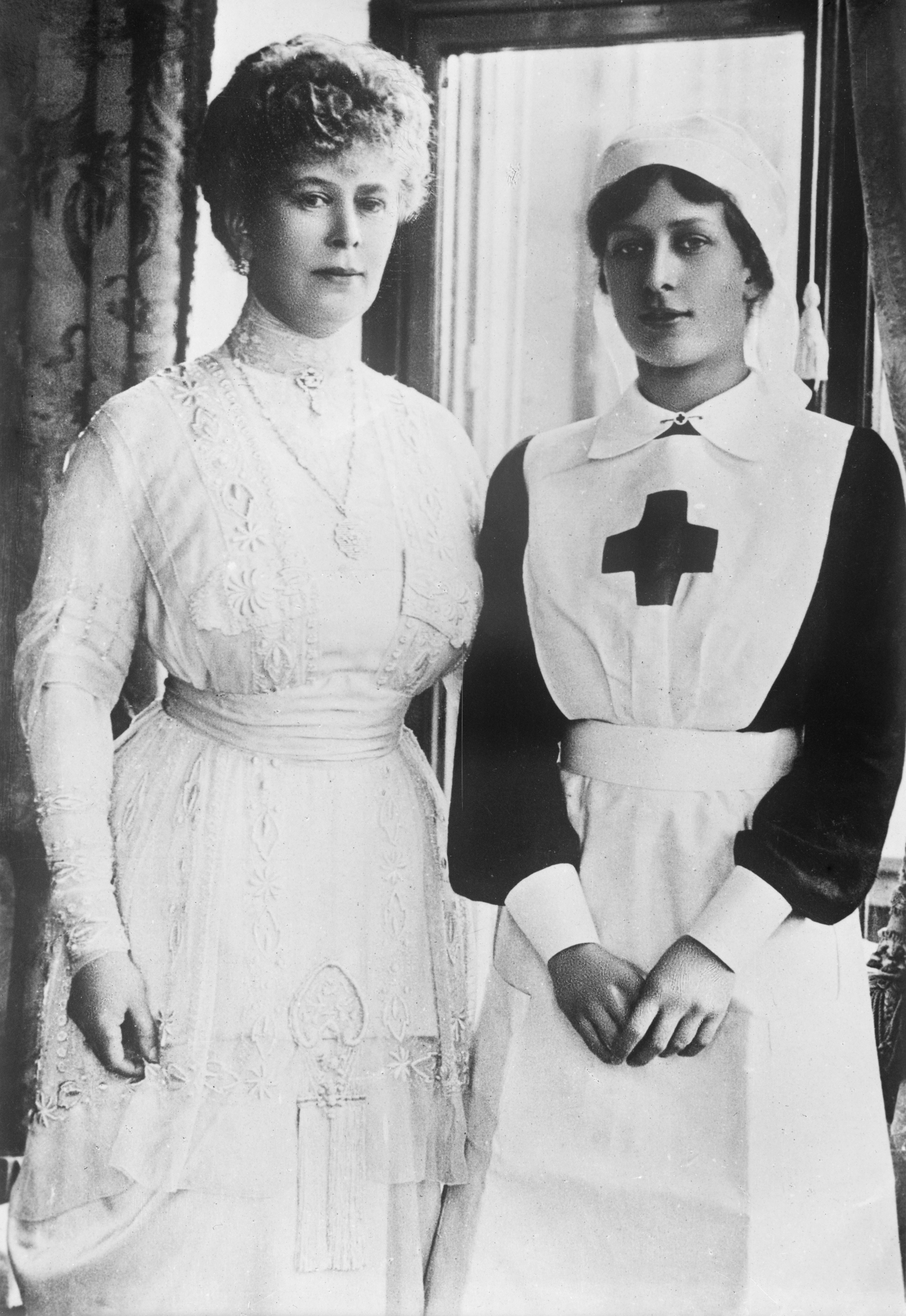
La regina con sua figlia Maria in veste di crocerossine durante la prima guerra mondiale

Sul finire degli anni venti del Novecento Giorgio V iniziò a divenire sempre più malato, con problemi alla gola esacerbati dalla pesante dipendenza dal fumo. La regina Maria dedicò molta attenzione alle sue cure. Durante la sua malattia nel 1928 uno dei suoi dottori, Sir Farquhar Buzzard, venne interrogato su chi avesse salvato la vita del re ed egli replicò senza indugi: "La regina". Nel 1935 il re Giorgio V e la regina Maria celebrarono il loro Giubileo d'argento, con celebrazioni che spaziarono per tutto l'impero britannico. Nel suo discorso del giubileo Giorgio fece tributo pubblicamente a sua moglie, dicendo al suo speechwriter: "Mettete quel paragrafo alla fine. Non posso parlare solo della regina come vorrei, purtroppo."

### Regina madre
Il re Giorgio V morì il 20 gennaio del 1936, dopo che il suo archiatra personale, Lord Dawson di Penn, gli ebbe somministrato un'iniezione di morfina e cocaina che avrebbe dovuto rendere meno sofferente la sua morte. Il primogenito della regina Maria, Edoardo, principe di Galles, ascese al trono con il nome di Edoardo VIII. Ella diveniva così ora ufficialmente regina madre, anche se preferì non servirsi di quel titolo, preferendo essere chiamata Sua Maestà la Regina Maria. Nell'anno della sua ascesa Edoardo causò una crisi costituzionale, annunciando il suo desiderio di sposare la sua amante americana, per due volte divorziata, Wallis Simpson. Maria disapprovava il divorzio che, secondo la sua idea, andava contro gli insegnamenti della chiesa anglicana e riteneva inoltre la Simpson del tutto inadatta a essere la moglie di un re.
Dopo avere sentito il parere del primo ministro Stanley Baldwin e dei governatori dei dominion inglesi, tutti stabilirono che egli non potesse rimanere re e sposare la Simpson; pertanto Edoardo abdicò. Pur sensibile al bene per il figlio Maria non comprese mai perché Edoardo avesse preferito mettere i propri sentimenti personali davanti al proprio dovere di sovrano. Wallis Simpson era già stata presentata ufficialmente a corte sia a re Giorgio V che alla regina Maria, ma successivamente Maria si rifiutò categoricamente di incontrarla di nuovo, sia in pubblico che in privato. Da quel momento in poi ella si impegnò completamente per il suo figlio secondogenito, il principe Alberto, duca di York, che ascese al trono dopo l'abdicazione di Edoardo prendendo il nome di Giorgio VI. Quando Maria presenziò all'incoronazione fu la prima regina madre ad assistere all'incoronazione di un nuovo re. Maria si interessò particolarmente nell'allevare le sue nipoti, le principesse Elisabetta e Margaret, e le portò con sé in diverse escursioni a Londra, per gallerie d'arte e musei.
Durante la seconda guerra mondiale Giorgio VI era desideroso che sua madre lasciasse Londra. Sebbene riluttante Maria decise di andare a vivere a Badminton House, nel Gloucestershire con sua nipote, Maria Somerset, duchessa di Beaufort, figlia di suo fratello Lord Cambridge. I suoi effetti personali vennero fatti arrivare da Londra in settanta valigie. La sua corte personale, composta da cinquantacinque servitori, occupò gran parte della casa, a eccezione degli appartamenti privati del duca e della duchessa, fino alla fine della guerra. Da Badminton, in supporto agli sforzi di guerra, Maria visitò le truppe e le fabbriche, prendendo appunti sulla situazione in patria. Nel 1942 il più giovane dei figli sopravvissuti, il principe Giorgio, duca di Kent, venne ucciso in un incidente aereo mentre si trovava in servizio. Maria tornò infine a Marlborough House nel giugno del 1945, dopo che la guerra in Europa ebbe portato alla sconfitta della Germania nazista.

#### Ultimi anni e morte

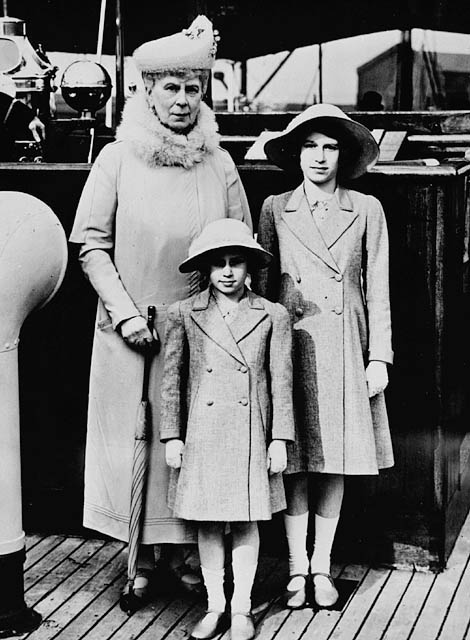
La regina Maria con le sue nipoti, le principesse Margaret (davanti) ed Elisabetta

Maria fu una grande collezionista di oggetti e dipinti legati alle varie dinastie reali. Pagò, per esempio, a un prezzo sovrastimato i gioielli dell'ex zarina Maria di Russia e tre volte tanto il loro valore gli smeraldi della famiglia Cambridge da lady Kilmorey, l'amante del minore dei suoi fratelli, il principe Francesco di Teck. Nel 1924 il famoso architetto Sir Edwin Lutyens creò per lei la Queen Mary's Dolls' House al fine di accogliere la sua collezione di bambole e ambienti in miniatura. Su un altro fronte, venne più volte criticata per la sua aggressiva acquisizione di oggetti artistici per la Royal Collection. Ella era solita esprimere la sua ammirazione per oggetti particolari nelle case di chi visitava, con la speranza che i proprietari glieli donassero. La sua straordinaria conoscenza e ricerca nell'ambito della Royal Collection aiutò a identificare molti degli oggetti persi nel corso degli anni a causa di vendite da parte della stessa famiglia reale.
Nel 1952 il re Giorgio VI morì, il terzo figlio della regina Maria a precederla; sua nipote primogenita, la principessa Elisabetta, ascese dunque al trono con il nome di Elisabetta II del Regno Unito. Per poco più di un anno, nel Regno Unito ci furono quindi tre regine: la regina Maria, la regina madre Elizabeth e la regina Elisabetta II. Maria morì l'anno successivo di cancro alla gola (riferito al pubblico come "problemi gastrici") all'età di 85 anni, solo dieci settimane prima dell'incoronazione di Elisabetta. Maria lasciò scritto che, anche nel caso della sua morte, l'incoronazione non doveva essere posticipata. Le sue spoglie vennero esposte a Westminster Hall, con gran presenza di popolo. Venne sepolta a fianco del marito nella navata della Cappella di San Giorgio del castello di Windsor.
La regina Maria visse durante il regno di ben sei sovrani differenti: la regina Vittoria, il suocero Edoardo VII, il marito Giorgio V, il figlio Edoardo VIII, il figlio Giorgio VI e la nipote Elisabetta II.

## Discendenza

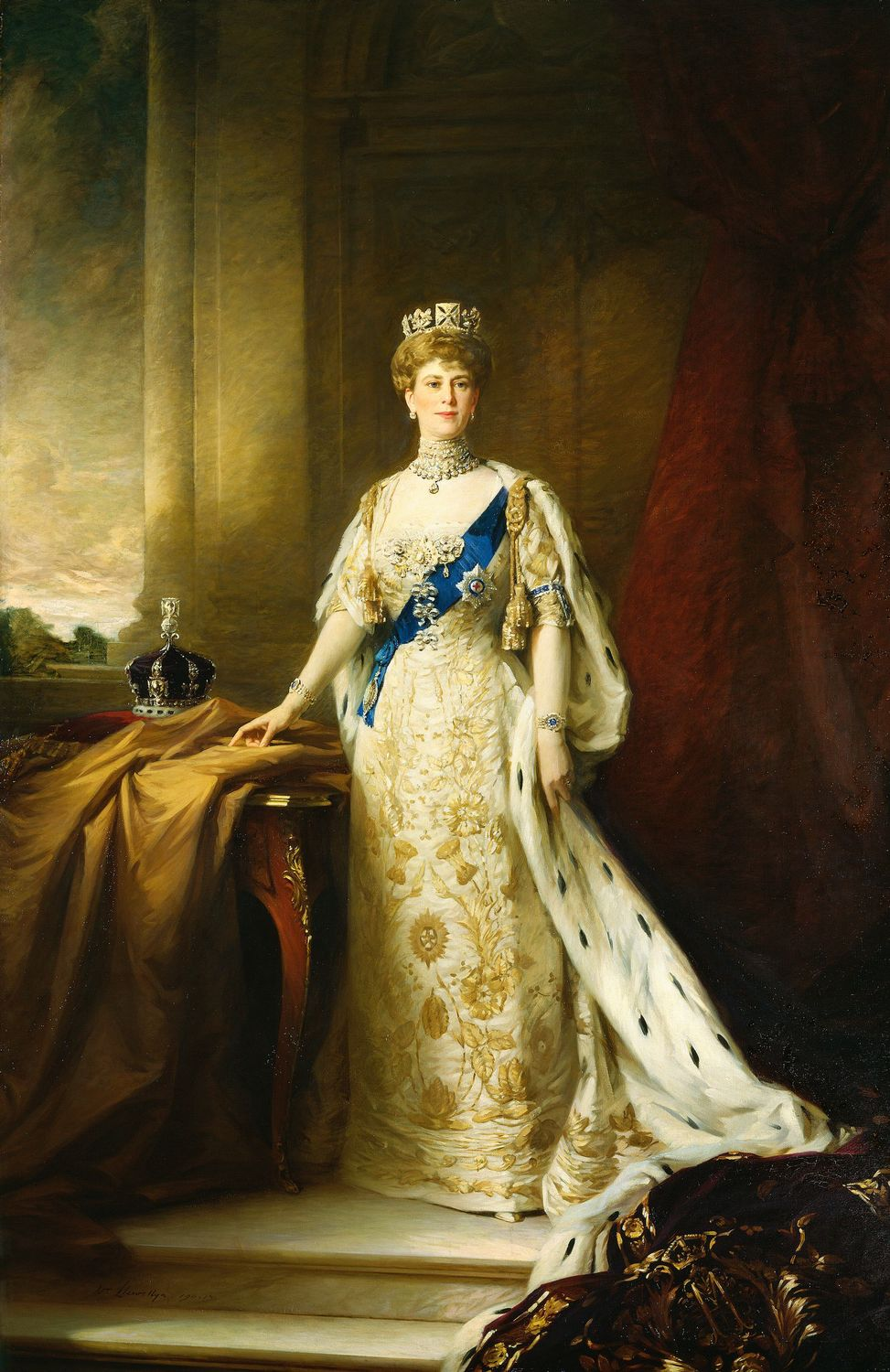
Ritratto della Regina del Regno Unito, Maria di Teck
William Llewellyn, 1911. Oggi questo dipinto fa parte della Royal Collection

Dal matrimonio tra Maria e Giorgio V del Regno Unito nacquero:
- Edoardo VIII (23 giugno 1894 - 28 maggio 1972); sposò Wallis Simpson, senza figli.
- Giorgio VI (14 dicembre 1895 - 6 febbraio 1952); sposò Elizabeth Bowes-Lyon, ebbero figli.
- Mary, principessa reale (25 aprile 1897 - 28 marzo 1965); sposò Henry Lascelles, VI conte di Harewood, ebbero figli.
- Henry, duca di Gloucester (31 marzo 1900 - 10 giugno 1974); sposò Alice Montagu Douglas Scott, ebbero figli.
- Giorgio, duca di Kent (20 dicembre 1902 - 25 agosto 1942); sposò Marina di Grecia, ebbero figli.
- John (12 luglio 1905 - 18 gennaio 1919); morì a 14 anni.

## Titoli e trattamento
- 26 maggio 1867 – 6 luglio 1893: Sua Altezza Serenissima la Principessa Maria di Teck
- 6 luglio 1893 – 22 gennaio 1901: Sua Altezza Reale la Duchessa di York
- 22 gennaio 1901 – 9 novembre 1901: Sua Altezza Reale la Duchessa di Cornovaglia e York
- 9 novembre 1901 – 6 maggio 1910: Sua Altezza Reale la Principessa del Galles
- 6 maggio 1910 – 20 gennaio 1936: Sua Maestà la Regina
- 20 gennaio 1936 – 24 marzo 1953: Sua Maestà la Regina Maria

Il monogramma personale della regina Maria.
Stendardo personale della regina Maria.
Il monogramma personale della regina Maria e di re Giorgio V del Regno Unito.

## Ascendenza
|                                                 |                             |                                                   | Genitori                                             |  |  | Nonni |  |  | Bisnonni                     |  |  | Trisnonni                          |  |
|                                                 |                             |                                                   |                                                      |  |  |       |  |  | duca Ludovico di Württemberg |  |  | Federico II Eugenio di Württemberg |  |
|                                                 |                             |                                                   |                                                      |  |  |       |  |  | duca Ludovico di Württemberg |  |  | Federico II Eugenio di Württemberg |  |
|                                                 |                             | margravia Federica Dorotea di Brandeburgo-Schwedt |                                                      |  |  |       |  |  | duca Ludovico di Württemberg |  |  |                                    |  |
| duca Alessandro di Württemberg                  |                             |                                                   |                                                      |  |  |       |  |  | duca Ludovico di Württemberg |  |  |                                    |  |
|                                                 |                             | principessa Enrichetta di Nassau-Weilburg         | Carlo Cristiano, duca di Nassau-Weilburg             |  |  |       |  |  |                              |  |  |                                    |  |
|                                                 |                             | principessa Enrichetta di Nassau-Weilburg         | Carlo Cristiano, duca di Nassau-Weilburg             |  |  |       |  |  |                              |  |  |                                    |  |
|                                                 |                             | principessa Enrichetta di Nassau-Weilburg         | principessa Carolina d'Orange-Nassau                 |  |  |       |  |  |                              |  |  |                                    |  |
| principe Francesco, duca di Teck                |                             | principessa Enrichetta di Nassau-Weilburg         |                                                      |  |  |       |  |  |                              |  |  |                                    |  |
|                                                 |                             | László, conte Rhédey de Kis-Rhéde                 | Mihály, conte Rhédey de Kis-Rhéde                    |  |  |       |  |  |                              |  |  |                                    |  |
|                                                 |                             | László, conte Rhédey de Kis-Rhéde                 | Mihály, conte Rhédey de Kis-Rhéde                    |  |  |       |  |  |                              |  |  |                                    |  |
|                                                 |                             | László, conte Rhédey de Kis-Rhéde                 | baronessa Terézia Bánffy de Losoncz                  |  |  |       |  |  |                              |  |  |                                    |  |
| contessa Claudine Rhédey von Kis-Rhéde          |                             | László, conte Rhédey de Kis-Rhéde                 |                                                      |  |  |       |  |  |                              |  |  |                                    |  |
|                                                 |                             | baronessa Agnes Inczédy de Nagy-Várad             | Gregor, barone Inczédy de Nágy-Várad                 |  |  |       |  |  |                              |  |  |                                    |  |
|                                                 |                             | baronessa Agnes Inczédy de Nagy-Várad             | Gregor, barone Inczédy de Nágy-Várad                 |  |  |       |  |  |                              |  |  |                                    |  |
|                                                 |                             | baronessa Agnes Inczédy de Nagy-Várad             | Karolina Barcsay de Nagy-Barcsa                      |  |  |       |  |  |                              |  |  |                                    |  |
| principessa Maria di Teck                       |                             | baronessa Agnes Inczédy de Nagy-Várad             |                                                      |  |  |       |  |  |                              |  |  |                                    |  |
|                                                 | Giorgio III del Regno Unito | Federico, principe del Galles                     |                                                      |  |  |       |  |  |                              |  |  |                                    |  |
|                                                 | Giorgio III del Regno Unito | Federico, principe del Galles                     |                                                      |  |  |       |  |  |                              |  |  |                                    |  |
|                                                 | Giorgio III del Regno Unito | principessa Augusta di Sassonia-Gotha-Altenburg   |                                                      |  |  |       |  |  |                              |  |  |                                    |  |
| principe Adolfo, duca di Cambridge              | Giorgio III del Regno Unito |                                                   |                                                      |  |  |       |  |  |                              |  |  |                                    |  |
|                                                 |                             | principessa Carlotta di Meclemburgo-Strelitz      | duca Carlo Ludovico Federico di Meclemburgo-Strelitz |  |  |       |  |  |                              |  |  |                                    |  |
|                                                 |                             | principessa Carlotta di Meclemburgo-Strelitz      | duca Carlo Ludovico Federico di Meclemburgo-Strelitz |  |  |       |  |  |                              |  |  |                                    |  |
|                                                 |                             | principessa Carlotta di Meclemburgo-Strelitz      | Elisabetta Albertina di Sassonia-Hildburghausen      |  |  |       |  |  |                              |  |  |                                    |  |
| principessa Maria Adelaide di Cambridge         |                             | principessa Carlotta di Meclemburgo-Strelitz      |                                                      |  |  |       |  |  |                              |  |  |                                    |  |
|                                                 |                             | principe Federico d'Assia-Kassel                  | Federico II d'Assia-Kassel                           |  |  |       |  |  |                              |  |  |                                    |  |
|                                                 |                             | principe Federico d'Assia-Kassel                  | Federico II d'Assia-Kassel                           |  |  |       |  |  |                              |  |  |                                    |  |
|                                                 |                             | principe Federico d'Assia-Kassel                  | principessa Maria di Gran Bretagna                   |  |  |       |  |  |                              |  |  |                                    |  |
| principessa e langravia Augusta di Assia-Kassel |                             | principe Federico d'Assia-Kassel                  |                                                      |  |  |       |  |  |                              |  |  |                                    |  |
|                                                 |                             | principessa Carolina di Nassau-Usingen            | Carlo Guglielmo, principe di Nassau-Usingen          |  |  |       |  |  |                              |  |  |                                    |  |
|                                                 |                             | principessa Carolina di Nassau-Usingen            | Carlo Guglielmo, principe di Nassau-Usingen          |  |  |       |  |  |                              |  |  |                                    |  |
|                                                 |                             | principessa Carolina di Nassau-Usingen            | contessa Carolina Felicita di Leiningen-Dagsburg     |  |  |       |  |  |                              |  |  |                                    |  |
|                                                 |                             | principessa Carolina di Nassau-Usingen            |                                                      |  |  |       |  |  |                              |  |  |                                    |  |

## Onorificenze

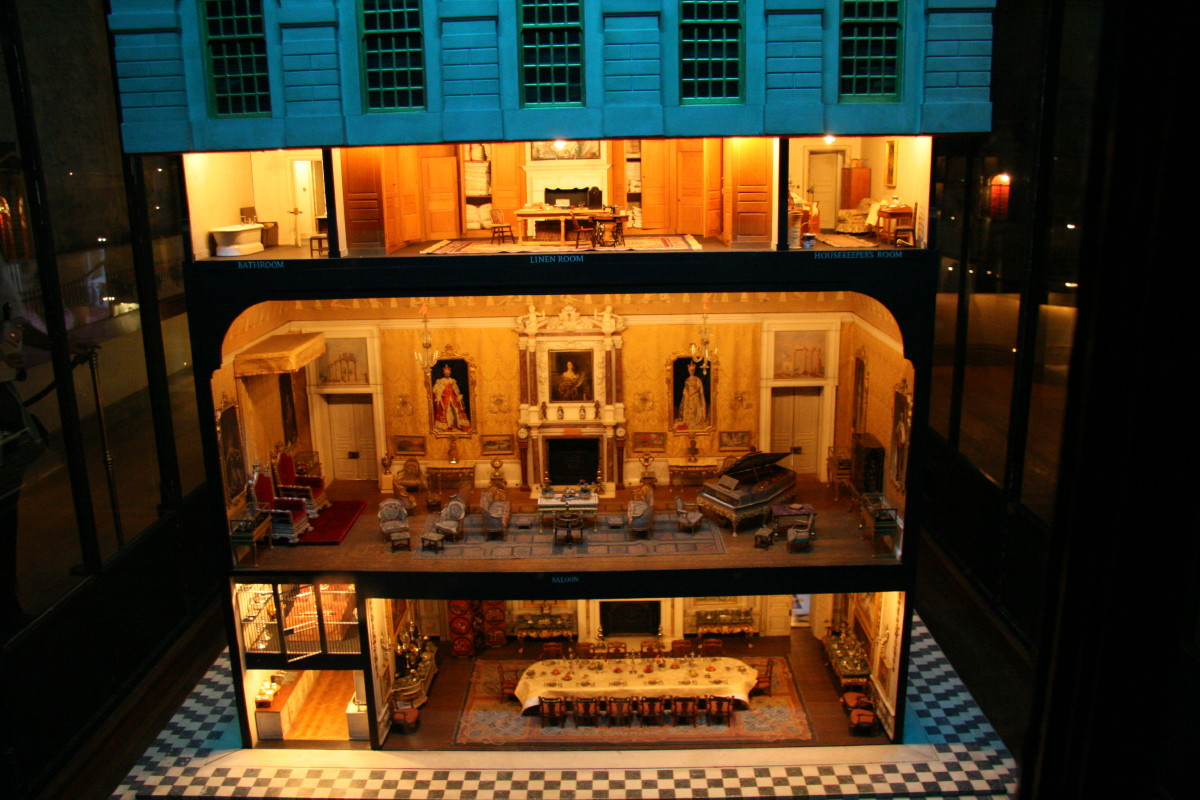
La Queen Mary's Dolls' House al Castello di Windsor

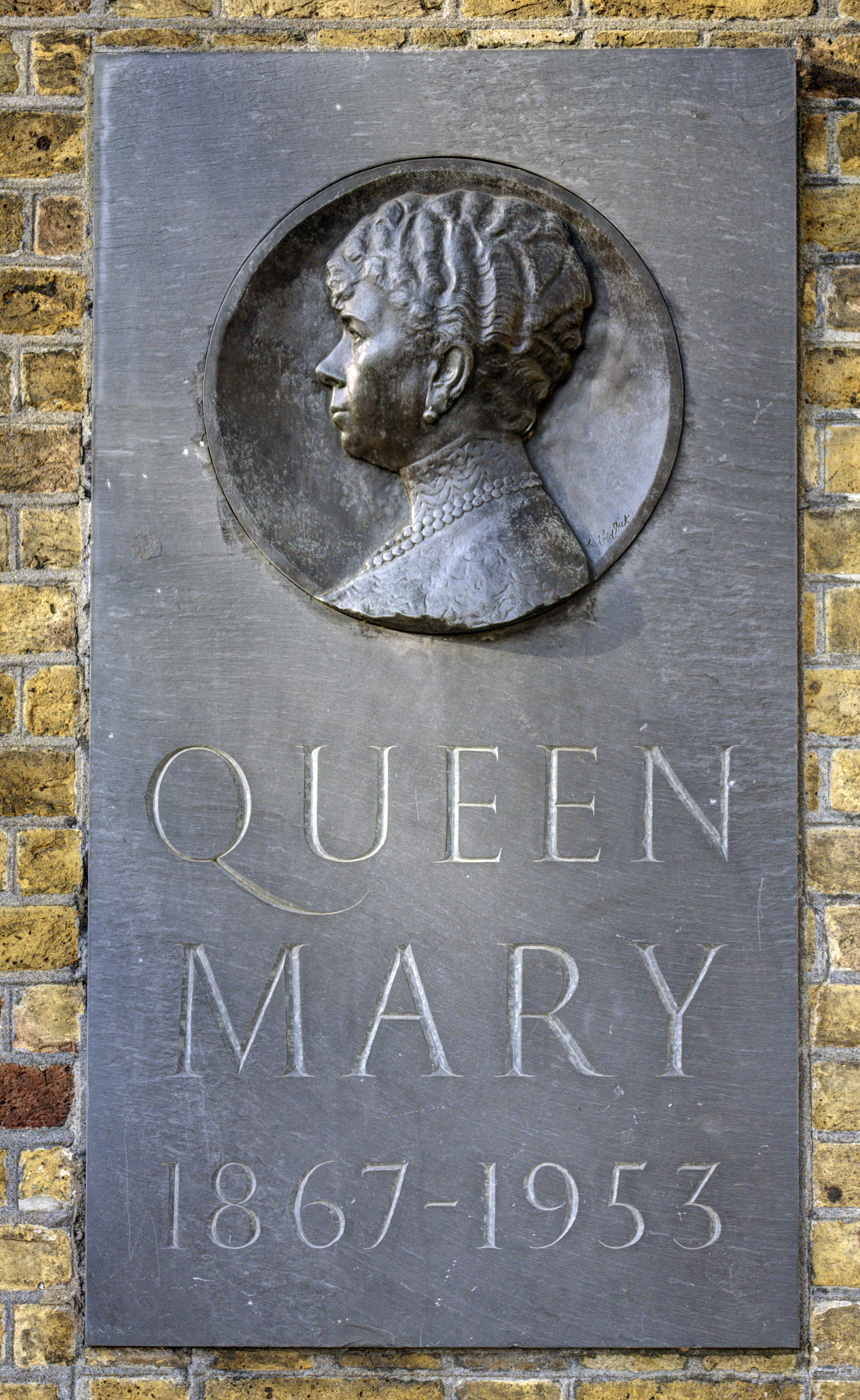
Memoriale della Regina Maria in Marlborough Road a Londra

### Onorificenze straniere

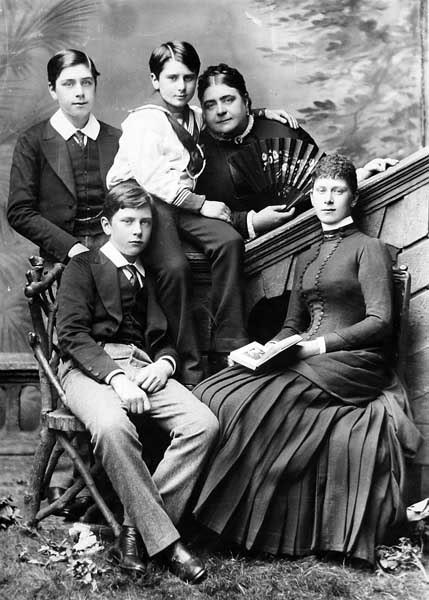
La Duchessa di Teck insieme ai figli, tra cui Mary

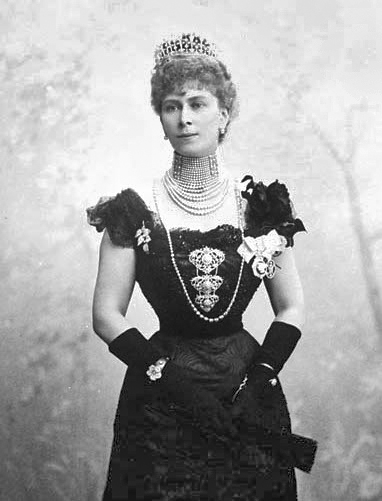
La principessa Maria, duchessa di Cornovaglia e York, a Ottawa, 1901

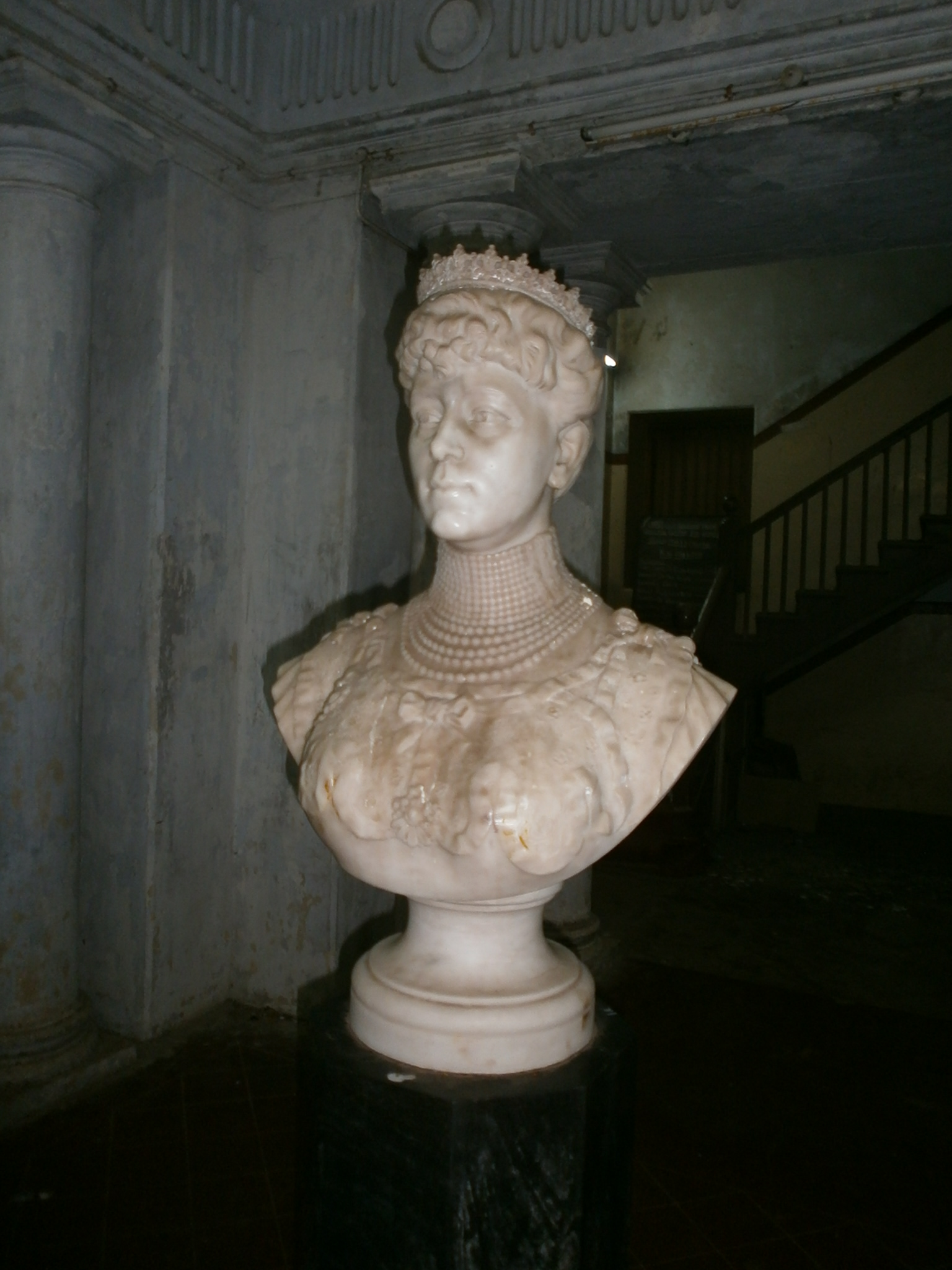
Busto della regina Maria di Teck

A Maria di Teck è intitolato il Picco della Regina Maria, la montagna più alta dell'isola di Tristan da Cunha e del Regno Unito.